# Cryptorhamphidae
Cryptorhamphidae è una piccola famiglia di insetti Pentatomomorfi dell'ordine Rhynchota Heteroptera, superfamiglia Lygaeoidea, comprendente due specie presenti in Oceania.

## Descrizione
Questi insetti hanno un corpo piuttosto lungo, con tegumento punteggiato sulle emielitre e sulla parte ventrale del corpo. Il capo è provvisto di ocelli ed ha  antenne e rostro di 4 segmenti. Le emielitre hanno la membrana percorsa 4-6 nervature longitudinali. L'addome porta gli stigmi tutti in posizione dorsale ed è provvisto di tricobotri sugli urosterniti V e VI.

## Biologia e diffusione
La biologia è sconosciuta. Gli stessi ritrovamenti non offrono molte indicazioni, in quanto gli esemplari sono stati raccolti da varie piante e, talvolta, sui semi.
L'areale della famiglia è limitato alle regioni temperate dell'Australia e alle Isole Figi (Melanesia).

## Sistematica
Complessivamente i Cryptorhamphidae sono rappresentati da quattro sole specie, ripartite fra due generi:
- Cryptorhamphus. Comprende C. orbus e C. slateri, entrambe endemiche dell'Australia.
- Gonystus. Comprende G. grossi, endemica dell'Australia, e C. nasutus, presente oltre che in Australia anche nelle Figi.